# Pumped Up Kicks
Pumped Up Kicks è il singolo d'esordio del gruppo musicale indie rock statunitense Foster the People, pubblicato il 4 aprile 2011 dall'etichetta discografica Startime International e distribuito dalla Columbia.
Il brano era stato pubblicato dal gruppo sul loro sito personale nel 2010, venendo notato dai discografici dell'etichetta Startime che hanno proposto un contratto. La canzone è stata scritta e prodotta dal cantante del gruppo Mark Foster ed è stata pubblicata inizialmente all'interno dell'EP Foster the People uscito nel gennaio 2011 e successivamente come singolo, precedendo la pubblicazione del primo disco del gruppo, Torches, avvenuta nel maggio 2011.
Il singolo è stato pubblicato su scala internazionale ottenendo un buon successo.

## Tracce
Promo - Digital (Columbia - (Sony)
1. Pumped Up Kicks – 3:40

## Classifiche
| Classifica (2011) | Posizione Massima |
| ----------------- | ----------------- |
| Nuova Zelanda     | 6                 |
| Regno Unito       | 18                |
| Belgio (Fiandre)  | 30                |
| Canada            | 3                 |
| Paesi Bassi       | 34                |
| Belgio (Vallonia) | 56                |
| Slovacchia        | 1                 |
| Stati Uniti       | 3                 |

### Classifiche di fine anno
| Classifica (2011) | Posizione |
| ----------------- | --------- |
| Stati Uniti       | 13        |

## Formazione
- Mark Foster (voce, tastiere, pianoforte, sintetizzatori, chitarra, programmatore, percussioni)
- Mark Pontius (batteria e percussioni)
- Cubbie Fink (basso, seconda voce)